# Acacia lasiocarpa
Acacia lasiocarpa é uma espécie de leguminosa do gênero Acacia, pertencente à família Fabaceae.